# Glasgow (Kentucky)
Glasgow és una població dels Estats Units a l'estat de Kentucky. Segons el cens del 2000 tenia 14.200 habitants.

## Demografia
Segons el cens del 2000, Glasgow tenia 14.200 habitants, 5.606 habitatges, i 3.486 famílies. La densitat de població era de 340,8 habitants/km².
Dels 5.606 habitatges en un 27% hi vivien nens de menys de 18 anys, en un 46,4% hi vivien parelles casades, en un 13% dones solteres, i en un 37,8% no eren unitats familiars. En el 34,6% dels habitatges hi vivien persones soles el 16,4% de les quals corresponia a persones de 65 anys o més que vivien soles. El nombre mitjà de persones vivint en cada habitatge era de 2,21 i el nombre mitjà de persones que vivien en cada família era de 2,83.
Per edats la població es repartia de la següent manera: un 22% tenia menys de 18 anys, un 8,5% entre 18 i 24, un 25,9% entre 25 i 44, un 23% de 45 a 60 i un 20,5% 65 anys o més.
L'edat mediana era de 40 anys. Per cada 100 dones de 18 o més anys hi havia 78,4 homes.
La renda mediana per habitatge era de 28.083 $ i la renda mediana per família de 36.677 $. Els homes tenien una renda mediana de 31.123 $ mentre que les dones 20.964 $. La renda per capita de la població era de 18.697 $. Entorn del 14,1% de les famílies i el 19,5% de la població estaven per davall del llindar de pobresa.

## Poblacions més properes
El següent diagrama mostra les poblacions més properes.